# Vodena jama
Vodena jama este o arie protejată (arie specială de conservare — SAC, sit de importanță comunitară — SCI) din Slovenia întinsă pe o suprafață de 71,91 ha, integral pe uscat.

## Localizare
Centrul sitului Vodena jama este situat la coordonatele 45°50′23″N 14°48′04″E / 45.8396°N 14.801°E.

## Înființare
Situl Vodena jama a fost declarat sit de importanță comunitară în aprilie 2004 pentru a proteja 2 specii de animale. Situl a fost protejat și ca arie specială de conservare în februarie 2012.

## Biodiversitate
Situată în ecoregiunea continentală, aria protejată nu include niciun habitat protejat.
La baza desemnării sitului se află mai multe specii protejate:
- mamifere (1): liliacul mic cu potcoavă (Rhinolophus hipposideros)
- nevertebrate (1): Leptodirus hochenwartii